# Elisha Rotich
Elisha Rotich  (* 5. Mai 1994; auch: Elisha Kipchirchir Rotich) ist ein kenianischer Langstreckenläufer, der sich auf Halbmarathon und Marathonlauf spezialisiert hat. 2021 siegte er beim Paris-Marathon.

## Erfolge
Rotich startet sowohl bei Marathonläufen als auch weiterhin bei Halbmarathonläufen. Seine Halbmarathonbestzeit erzielte er 2019 mit 1:00:42 h als Fünfter des Lille-Halbmarathons. 2011 debütierte er auf der Marathondistanz als Dritter des Kassel-Marathons in 2:15:18 h.
Der Verlauf der Marathonbestzeiten:
- 2:15:18 h Kassel-Marathon, 22. Mai 2011, 3. Platz
- 2:13:56 h San-Sebastián-Marathon, 29. November 2015, 1. Platz
- 2:10:45 h Cannes-Marathon, 13. November 2016, 1. Platz
- 2:08:58 h Chuncheon-Marathon, 29. Oktober 2017, 1. Platz
- 2:07:32 h Eindhoven-Marathon, 14. Oktober 2018, 1. Platz
- 2:05:18 h Amsterdam-Marathon, 20. Oktober 2019, 3. Platz
- 2:04:21 h Paris-Marathon, 17. Oktober 2021, 1. Platz

Ein weiterer Marathonsieg gelang Rotich 2017 beim Gunsan-Marathon. Darüber hinaus erzielte er zahlreiche Podiumsplatzierungen bei Marathonläufen und Halbmarathonläufen.
Sein bislang bedeutendster Erfolg ist der Sieg 2021 beim Paris-Marathon mit dem Streckenrekord von 2:04:21 h.

## Persönliche Bestleistungen
- Halbmarathon: 1:00:42 h,  Lille, 31. August 2019
- Marathon: 2:04:21 h,	Paris, 17. Oktober 2021